# Carla Marins
Carla Cristina Marins (n. 7 iunie 1968) este o actriță braziliană.
Ea are în reluarea sa spectacole în săpunuri de operă Bambolê, Copilul la bord, Pedra sobre Pedra, Tropicaliente, Poveste de dragoste, A Indomada, Porto dos Milagres, Uma Rosa Com Amor, printre alte, precum și o participare adnotată la videoclipul Garota Nacional, al trupei miner Skank.

## Viața personală
Carla sa căsătorit cu trainerul personal Hugo Baltazar din 2006, cu care are un fiu, Leon, născut la 16 octombrie 2008.